# Penicillium roqueforti
Penicillium roqueforti és una espècie de fong ascomicot de l'ordre dels eurotials (Eurotiales). És un fong sapròfit estès a la natura; es pot aïllar del sòl, de la matèria orgànica en descomposició i en les plantes. El seu principal ús industrial és la producció de formatges blaus, agents saboritzants, antifúngics, polisacàrids, proteases i altres enzims. Aquest fong és un constituent del formatge Rocafort, formatge Stilton, Danablú, formatge Cabrales i altres formatges blaus que els humans es mengen des de l'any 50 dC; el formatge blau es menciona en la literatura des de l'any 79 d.C., quan Plini el Vell menciona el seu bon gust.

## Classificació
Thom el va descriure l'any 1906, P. roqueforti era inicialment una espècie heterogènia de fong blau-verdós esporulant. Van ser agrupats en diferents espècies basant-se en diferències de fenotip, però més tard es combinà en una sola espècie per part de Raper i Thom (1949). El grup P. roqueforti es va reclassificar l'any 1996 gràcies a l'anàlisi molecular de les seqüències de l'ADN ribosòmic. Abans estava dividit en dues varietats que feien formatges (P. roqueforti var. roqueforti) i que produïa la toxina patulina (P. roqueforti var. carneum), P. roqueforti va ser reclassificat en tres espècies anomenades P. roqueforti, P. carneum i P. paneum.

## Descripció
Com que aquest fong no forma cossos fructífers visibles, les descripcions estan basades en característiques macromorfològiques de les colònies en cultius estàndard en agar i en característiques microscòpiques.
P. roqueforti és conegut com una de les floridures més comunes que espatllen els ensitjats de plantes farratgeres. També és una de les diverses floridures que espatllen el pa.

## Usos
El principal ús és fer formatges com el Roquefort i alguns altres formatges blaus.
Algunes de les seves soques es fan servir per produir antibiòtics, saboritzants i fragàncies. La seva textura és quitinosa.

## Metabòlits secundaris
La majoria de les soques d'aquest fong poden produir metabòlits secundaris perjudicials, alcaloides i altres micotoxines sota certes condicions.
L'aristoloquè és un sesquiterpenoide produït per P. roqueforti, i és un possible precursor de la toxina PR toxina, que el fong fa en grans quantitats.